# N.I.G.G.E.R. (The Slave and the Master)
Pistes de Untitled
Testify Untitled
N.I.G.G.E.R. (The Slave and the Master) est une chanson de Nas tirée de l'album Untitled. 

## Sample
Il contient un sample de We're Just Trying to Make It des Persuaders.

## Distinction
La chanson a été nommée aux Grammy Awards 2009 dans la catégorie « Best Rap Solo Performance ». 